# Ernest P. Worrell
Ernest Powertools Worrell je fiktivní postava ztvárněná americkým hercem Jimem Varneyem, která se objevila v řadě reklam, televizních seriálů a filmů.
Ernest, téměř vždy oblečený do džínové vesty a baseballové čepice, se objevil u dveří nevídaného a zdánlivě neochotného souseda jménem Vern. Scény byly strukturovány způsobem, který umožňoval divákovi „být“ Vernem, protože se Varney vždy díval do kamery, když mluvil na Verna. Ernest vedl s Vernem zdánlivě zbytečné rozhovory, které, vzhledem k tomu, že se jich Vern nikdy aktivně neúčastnil, byly spíše monology. Hlavním účelem těchto hovorů bylo představit divákům nabízený produkt, a řeč byla vždy zakončena Ernestovým heslem „KnowhutImean?“, tedy doslova „Víš, co mám na mysli?“.